# Progressive Partei Kanadas
Die Progressive Partei Kanadas (englisch Progressive Party of Canada, französisch Parti progressiste du Canada) war eine politische Partei in Kanada, die in den 1920er und 1930er Jahren existierte. Nachdem die während des Ersten Weltkriegs gebildete unionistische Koalition an der Aufgabe gescheitert war, das für die Landwirtschaft schädliche System der Exportzölle zu reformieren, radikalisierten sich verschiedene Bauernbewegungen und wurden auf Provinzebene politisch aktiv. Auf Bundesebene diente die Progressive Partei als lose Klammer dieser Organisationen. Politisch eng verbunden waren die Progressiven mit der Bewegung der United Farmers, wobei die ideologischen Abgrenzungen meist fließend waren.

## Geschichte

### Ursprung
Die Entstehung der Progressiven Partei ist auf die Wirtschaftspolitik der Bundesregierung zurückzuführen. Wichtigstes Anliegen der Landwirte Westkanadas war zu jener Zeit der Freihandel mit den USA. Die von John Macdonald zu Beginn der 1890er Jahre eingeführte National Policy, ein protektionistischer Kurs in der Wirtschaftspolitik, zwang die Landwirte, höhere Preise für ihre Ausrüstung zu zahlen, während sie im Gegenzug für ihre Produkte weniger erhielten. Nach dem Ersten Weltkrieg befürwortete jedoch keine der beiden großen Parteien den Freihandel.
Nach der Jahrhundertwende entwickelten sich in Westkanada radikale politische Ideen. Aus den USA kam der Progressivismus, aus Großbritannien das Gedankengut der Fabian Society. Diese Mischung von Ideologie und Unzufriedenheit führte zur Gründung agrarisch-populistischer Organisationen. Unmittelbar nach Ende des Ersten Weltkriegs wurden die kanadischen Bauernorganisationen zunehmend politisch aktiv und feierten auf Provinzebene erste Wahlerfolge.
Thomas Crerar, Landwirtschaftsminister der unionistischen Koalitionsregierung von Premierminister Robert Borden, verließ im Juni 1919 aus Protest das Kabinett, weil Finanzminister Thomas White ein Budget vorgelegt hatte, das kaum die Anliegen der Landwirte berücksichtigte. 1919 und 1920 gewannen unabhängige Bauernkandidaten mehrere Nachwahlen. Im Jahr 1920 erfolgte auf Crerars Initiative die Gründung der Progressiven Partei, welche die verschiedenen Organisationen auf Bundesebene vertreten sollte.

### Wahlerfolg
Bei der Unterhauswahl 1921 gewann die neue Partei auf Anhieb 58 Sitze und wurde zweitstärkste Kraft. Allerdings war die Verteilung der Sitze unausgeglichen. Während die Progressiven in Alberta, Manitoba und Saskatchewan über die Hälfte der zu verteilenden Sitze gewannen, waren sie in den Seeprovinzen mit nur einem Abgeordneten und in Québec überhaupt nicht vertreten. Der Wähleranteil reichte von 3,1 Prozent in Québec bis 61,7 % in Saskatchewan; der nationale Durchschnitt betrug 21,1 %.
Die Progressive Partei hatte eine sehr dezentralisierte Struktur. Thomas Crerar war kein nationaler Parteivorsitzender, sondern nur Fraktionsvorsitzender im Parlament. Die Medien betrachteten ihn als Führungsfigur der Partei, obwohl er außerhalb des Parlaments keine offizielle Position ausübte. Die Partei verfügte auch nicht über eine nationale Organisation, sondern nutzte zur Koordination die Strukturen des Kanadischen Landwirtschaftsrates. Jedem Kandidaten stand es frei, seine eigenen politischen Ansichten zu vertreten. Die Unterstützung der Reform des Zollwesens war ein verbindendes Element, doch selbst dieses Anliegen fand nicht bei allen Zuspruch.
Die Liberale Partei hatte die meisten Sitze gewonnen, verfehlte aber die absolute Mehrheit und bildete unter der Führung von William Lyon Mackenzie King eine Minderheitsregierung. Die Progressiven waren sich uneinig, wie sie vorgehen sollten. Eine bedeutende Gruppe ehemaliger Liberaler, unter ihnen Crerar, unterstützte die Bildung einer Koalitionsregierung. Dagegen wandten sich sowohl die Liberalen aus Montreal als auch radikale Progressive. Letztere wollten die dezentralisierte Struktur aufrechterhalten, in der ein Abgeordneter einfach seinen Wahlkreis vertrat. Die beiden Strömungen der Progressiven Partei einigten sich darauf, die Rolle der offiziellen Opposition an die drittstärkste Fraktion abzugeben, die Konservative Partei.

### Niedergang
Crerar versuchte, die progressiven Abgeordneten mit Einführung von Elementen einer herkömmlichen Partei wie Whips und einer nationalen Parteiorganisation zu einer effektiveren Gruppe zu machen. Diese Anstrengungen stießen jedoch auf Widerstand, woraufhin Crerar 1922 zurücktrat. An seine Stelle trat Robert Forke, ebenfalls ein ehemaliger Liberaler, der mit seinem Vorgänger in vielen Punkten einig war. Im Parlament erwiesen sich die Progressiven als weitgehend erfolglos und die an sich schon geringe Unterstützung im Osten Kanadas nahm weiter ab, da Forke seine Arbeit auf die westkanadischen Provinzen beschränkte. Bei der Unterhauswahl 1925 gewannen die Progressiven nur noch 22 Sitze; mit Ausnahme zweier Wahlkreise in Ontario waren sie im Osten des Landes nicht mehr vertreten.
Daraufhin begann der radikale Flügel aus Alberta die Partei zu dominieren. Am 30. Juni 1926 trat Robert Forke zurück, einen Tag nach Kings Rücktritt als Premierminister. Forke und die Progressiven aus Manitoba trafen mit der Liberalen Partei eine Vereinbarung und kandidierten bei der Unterhauswahl 1926, die aufgrund des Scheiterns der konservativen Übergangsregierung von Arthur Meighen ausgerufen worden waren, als Liberal-Progressive. Die Liberalen konnten mit Unterstützung der acht liberal-progressiven Abgeordneten eine stabile Minderheitsregierung bilden und Forke wurde als Einwanderungsminister in Kings Kabinett berufen.
Die Progressiven aus Alberta konstituierten sich neu als Vertreter der United Farmers of Alberta (UFA). 1926 waren elf Kandidaten erfolgreich, 1930 neun Kandidaten. Die meisten dieser Abgeordneten waren Mitglied der sozialistischen Ginger Group, der auch Abgeordnete der Labour Party und der United Farmers angehörten. Nach der Wahl von 1930 verblieben nur noch drei Abgeordnete der Progressiven Partei, darunter Agnes Macphail, die erste Frau, die ins Unterhaus gewählt worden war.

### Nachwirkung
Nach dem Zusammenbruch der Partei kehrten die meisten progressiven Wähler zur Liberalen Partei zurück. Die Liberalen hatten die Progressiven stets als „Liberale in Eile“ betrachtet, die im Grunde die gleichen Ziele verfolgten, aber einfach ungeduldig gewesen waren. So gehörte Thomas Crerar noch während Jahrzehnten zu den wichtigsten liberalen Persönlichkeiten, zuerst als Unterhausabgeordneter, später als Senator.
Die radikaleren Progressiven spalteten sich in zwei Bewegungen. Aus der Ginger Group entstand die sozialdemokratische Co-operative Commonwealth Federation, die Vorgängerin der heutigen Neuen Demokratischen Partei. Populistische Kreise wandten sich der Ideologie von Social Credit zu.

## Wahlergebnisse
Ergebnisse bei den Wahlen zum Unterhaus:
| Wahl | Sitze gesamt | Kandi- daten | Gew. Sitze | Stimmen | Anteil  |
| ---- | ------------ | ------------ | ---------- | ------- | ------- |
| 1921 | 235          | 137          | 58         | 658.976 | 21,09 % |
| 1925 | 245          | 68           | 22         | 266.319 | 8,45 %  |
| 1926 | 245          | 28           | 11         | 128.060 | 3,93 %  |
| 1930 | 245          | 15           | 3          | 70.822  | 1,82 %  |

## Parteivorsitzende
- Thomas Crerar (1920–1922)
- Robert Forke (1922–1926)